# Sphagnum steerei
Sphagnum steerei är en bladmossart som beskrevs av Charles Frederick Andrus 1988. Sphagnum steerei ingår i släktet vitmossor, och familjen Sphagnaceae. Inga underarter finns listade i Catalogue of Life.